# Parc des Oblates
Le parc des Oblates est un ancien jardin de couvent aujourd'hui transformé en jardin public paysager de la ville de Nantes. 

## Situation et accès
Il est situé au cœur du quartier Bellevue - Chantenay - Sainte-Anne.

## Origine du nom
Il rapelle la congrégation des sœurs franciscaines oblates du Sacré-Cœur.

## Historique
En 1875, Sophie Gazeau de La Brandanière (1829-1911), connue sous le nom en religion de « sœur Marie-Thérèse », fonde la congrégation des sœurs franciscaines oblates du Sacré-Cœur, à la suite d'un pèlerinage à Rome, afin de consacrer sa vie au service des malades et indigents. À son retour à Nantes, elle installe son premier couvent rue Malherbe non loin de la chapelle de l'Immaculée-Conception. Cependant, le nombre de novices s'accroît et ce couvent devient trop exigu.
En 1886, la congrégation finit par se porter acquéreur du domaine de la Hallée, sur la commune, alors indépendante, de Chantenay-sur-Loire, qui se transforme à cette époque en banlieue ouvrière et connaît donc un afflux important de main-d'œuvre pauvre venant notamment des milieux ruraux. Ce domaine qui, aux XVIIe et XVIIIe siècles, fut l'une des plus grandes seigneuries du comté de Nantes, propriété en 1678 de François Bonnier, seigneur de la Chapelle, de Launay, de la Hautière, de Chézine, commandant pour le roi des villes, châteaux du pays de Guérande et du Croisic, devient à la fin du XVIIIe siècle, la propriété de la famille Crucy (Louis, Antoine et Mathurin), dont les chantiers de constructions navales se trouvaient près de là sur les bords de Loire. À la suite de la liquidation des chantiers en 1821, le domaine est vendu et connaît plusieurs propriétaires. La chapelle du futur couvent Notre-Dame du Chêne sort de terre en 1888, tandis que les bâtiments conventuels sont construits entre 1890 et 1891.

Au Sud et à l'Est du couvent est aménagé alors un parc ceint de hauts murs, comprenant une petite ferme avec un vaste potager, effectuant également l'élevage de vaches, de cochons, de lapins, etc. qui permet ainsi à la communauté de vivre en quasi autarcie.
En décembre 2011, alors que le couvent, toujours occupé par les religieuses, est transformé en maison de retraite, la ville de Nantes acquiert le parc, qui devient ainsi le 100e espace vert public en juin 2013.

## Description
D'une superficie de 3 ha, le parc se trouve au sommet d'un coteau surplombant le Bas-Chantenay, et qui forme la dernière partie du sillon de Bretagne, une ligne de crête du Massif armoricain. Le tunnel ferroviaire de Chantenay qui permet de franchir ce coteau passe sous le parc.
Il comporte un chemin creux baptisé « chemin des soupirs » bordé de pins parasols, de cèdres et de chênes centenaires. Creusé dans la roche du sillon de Bretagne, ce chemin de 165 mètres relie l'entrée du parc et la « Maison de l'apiculture » dans sa partie basse aux bâtiments de la Congrégation des sœurs franciscaines Oblates du Sacré-Cœur. Le dénivelé de 15 mètres explique son appellation de « chemin creux ».
Les « jardins partagés » offrent encore les traces d'un ancien jardin à la française, ponctué de statues, et orienté vers la cour d'honneur de la congrégation. Cet espace pourra être utilisé de manière partagée par les associations du quartier. Outre la chapelle du couvent, le parc abrite aussi le cimetière privatif dans lequel les religieuses sont encore inhumées.

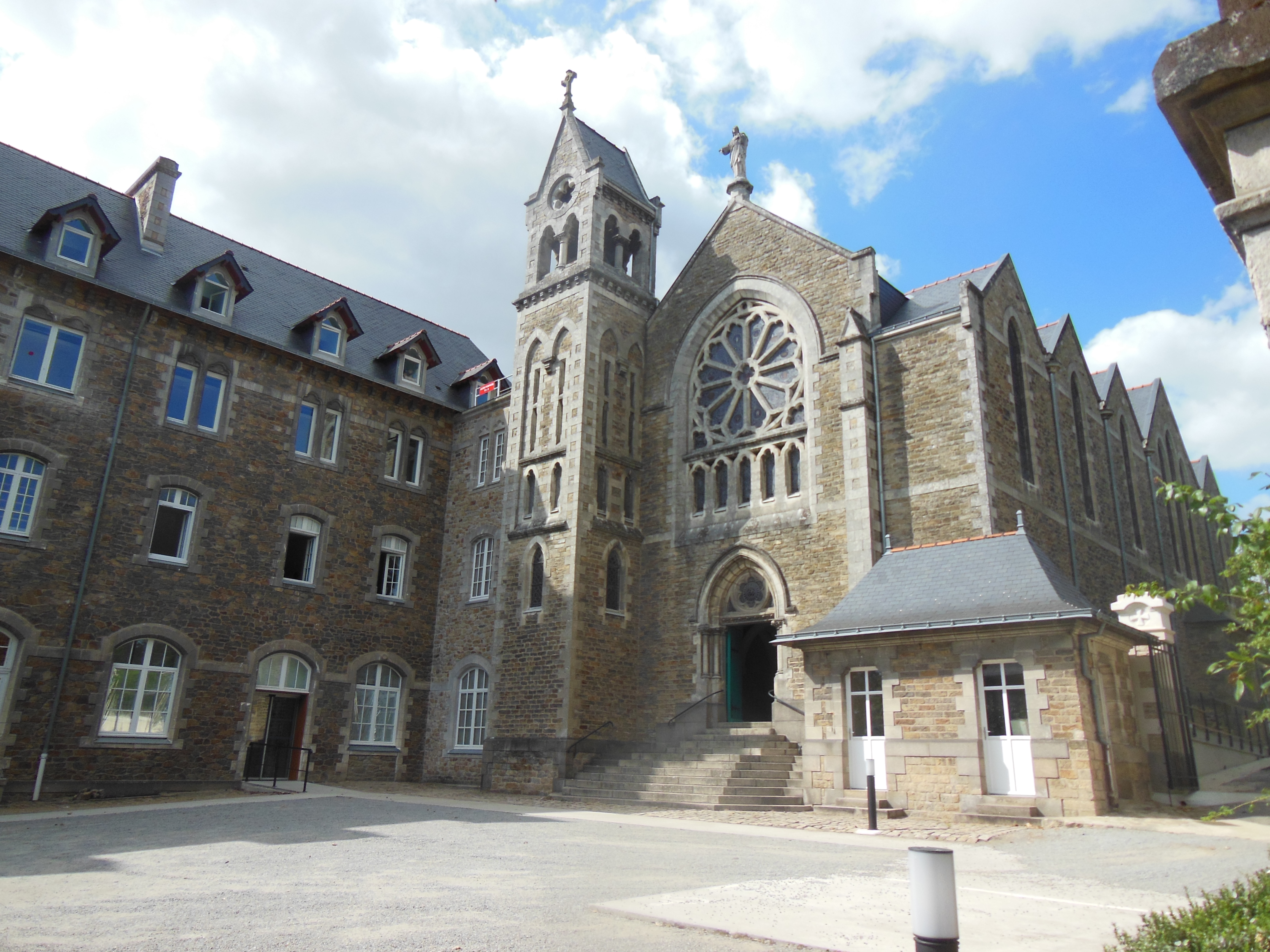
Le couvent dans la partie haute avec la chapelle.
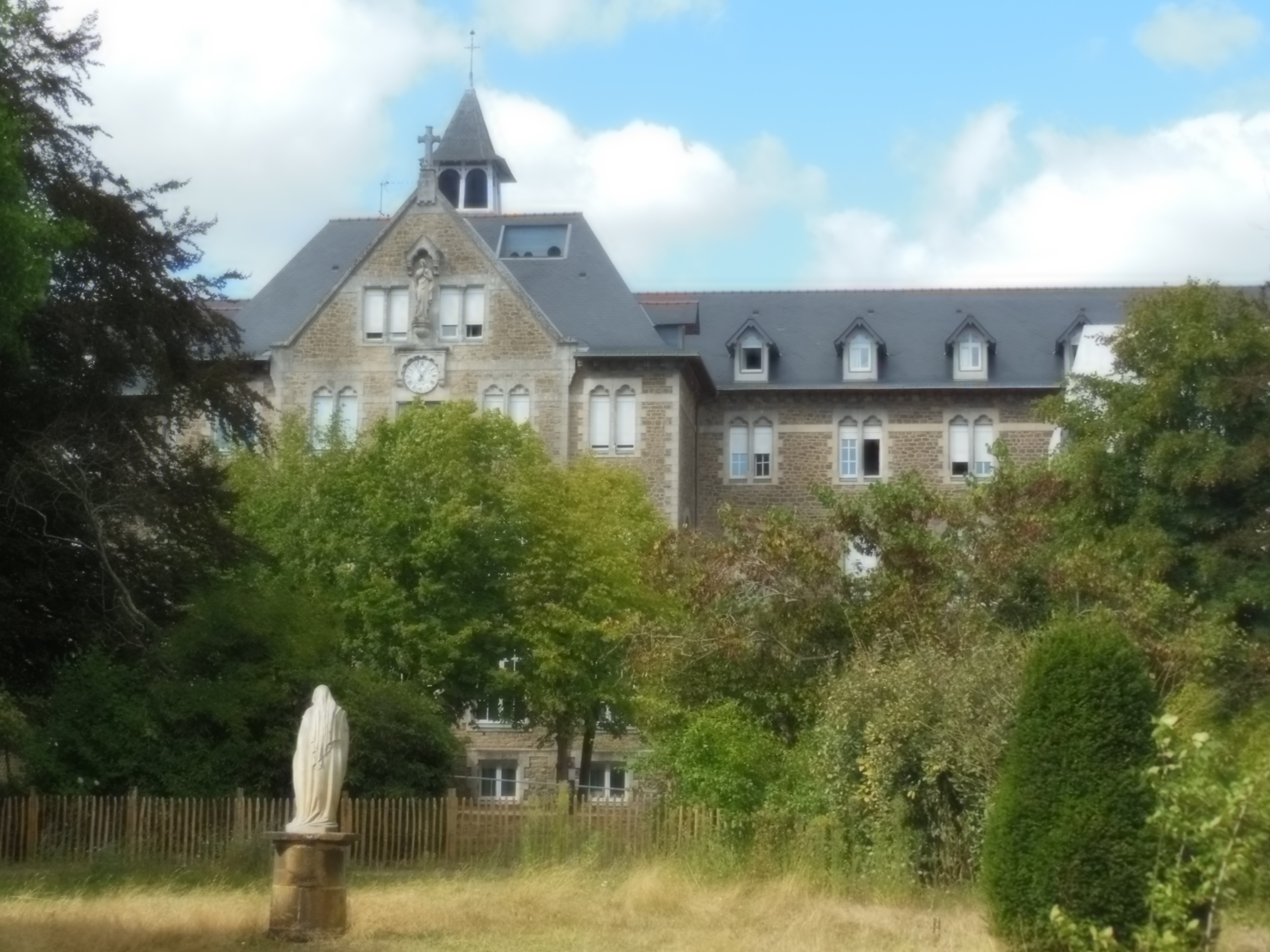
Les « jardins partagés », au pied du couvent.
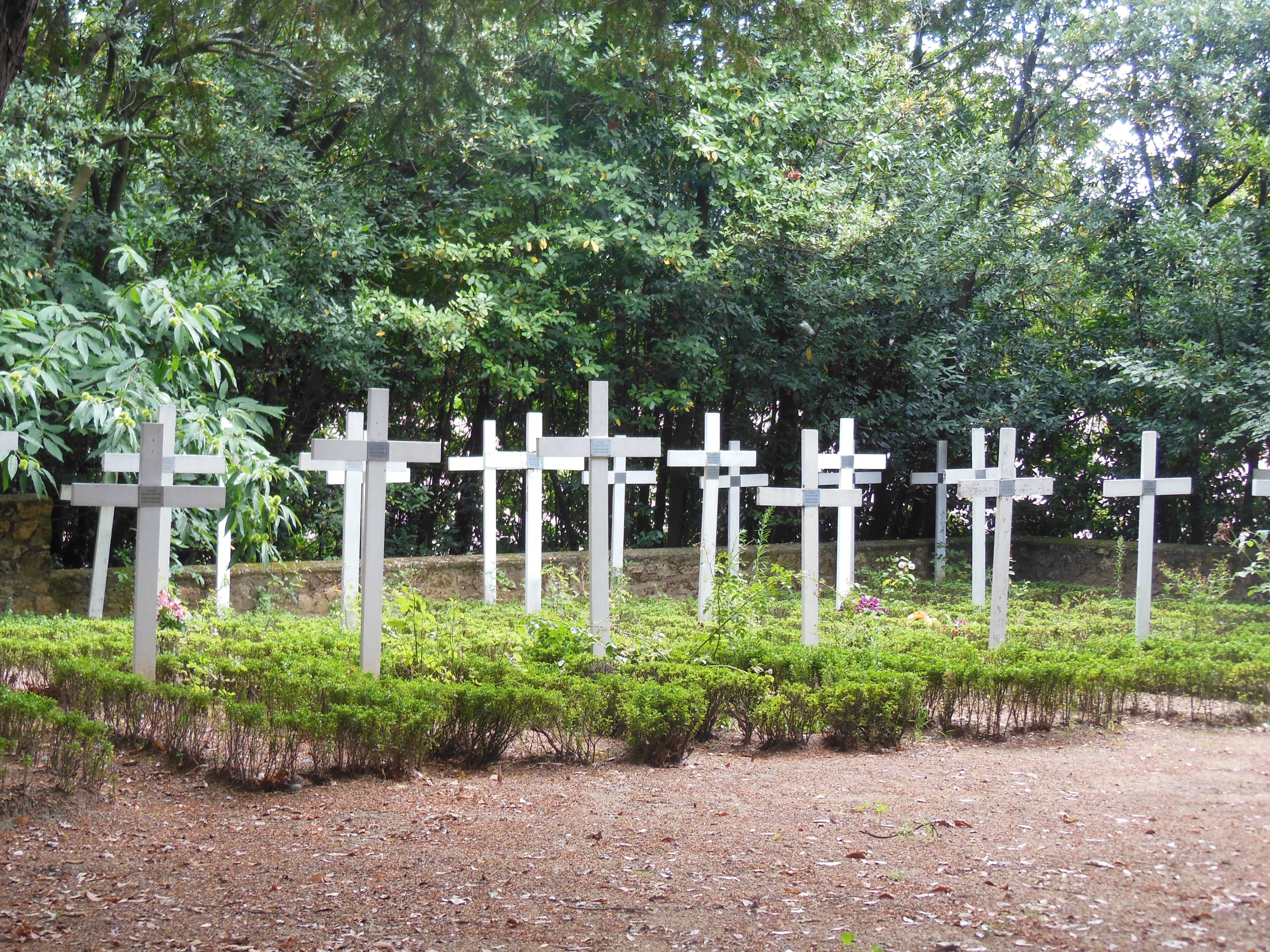
Le cimetière privatif des sœurs.

Le parc laisse encore une part de sa superficie à des prairies et pâtures permettant l'expression de la biodiversité. De nombreux petits aménagements ont été réalisés afin de favoriser abris et nourriture d'une faune sauvage, comme la plantation de végétaux nectarifères et de baies pour les oiseaux ou l'installation d'un « rucher école » dans la partie basse du parc. Le « jardin des sœurs », d'une superficie de 150 m2, est voué à la culture de fleurs. Le verger, quant à lui, est composé de poiriers, pommiers et cerisiers. Il est géré par l'association des horticulteurs amateurs. L'objectif est d'introduire des variétés anciennes tombées dans l'oubli et en voie de disparition. La démarche est l'occasion de transmettre un savoir-faire sur les techniques de taille et de gestion.

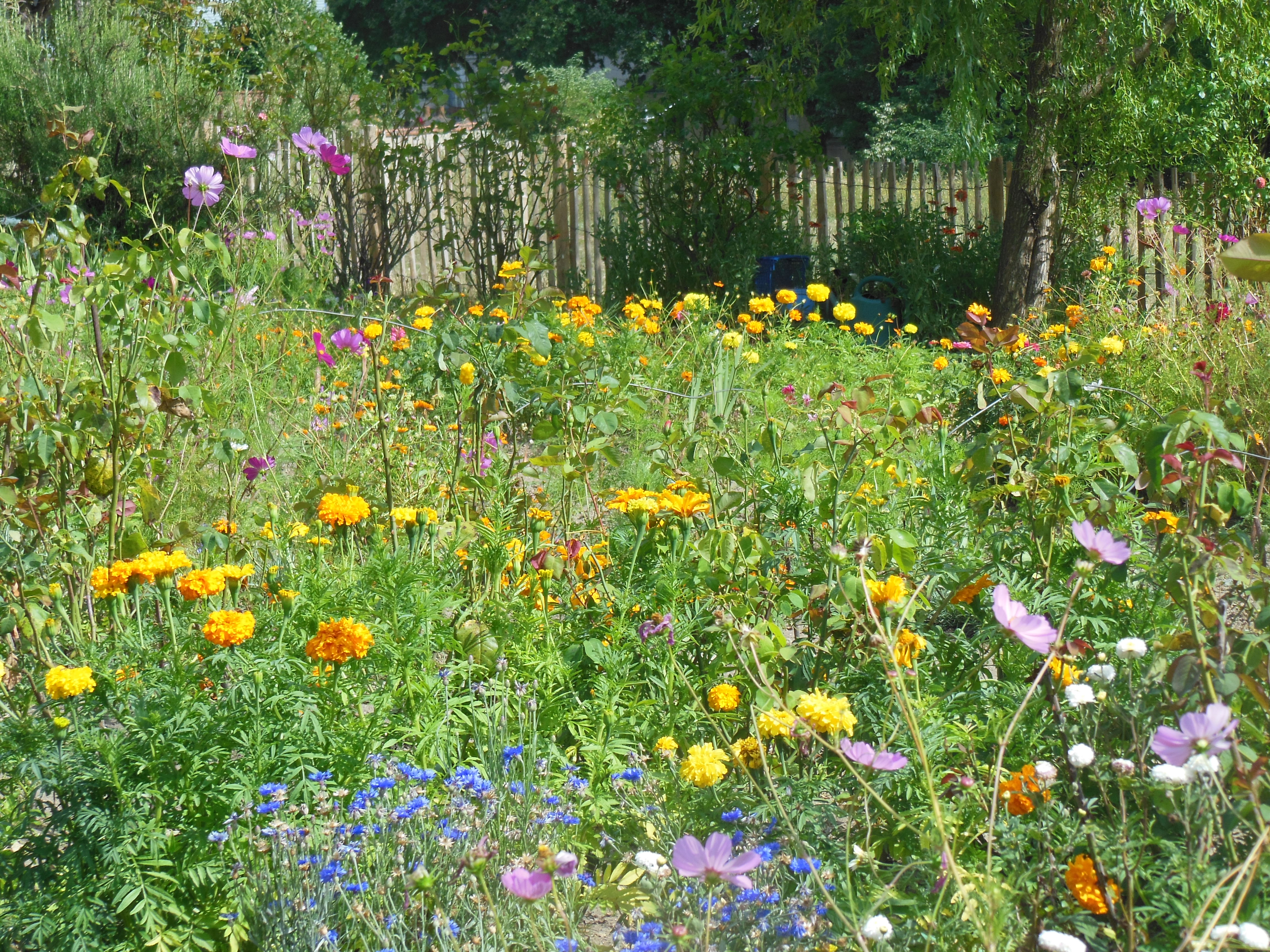
Fleurs du « jardin des sœurs ».
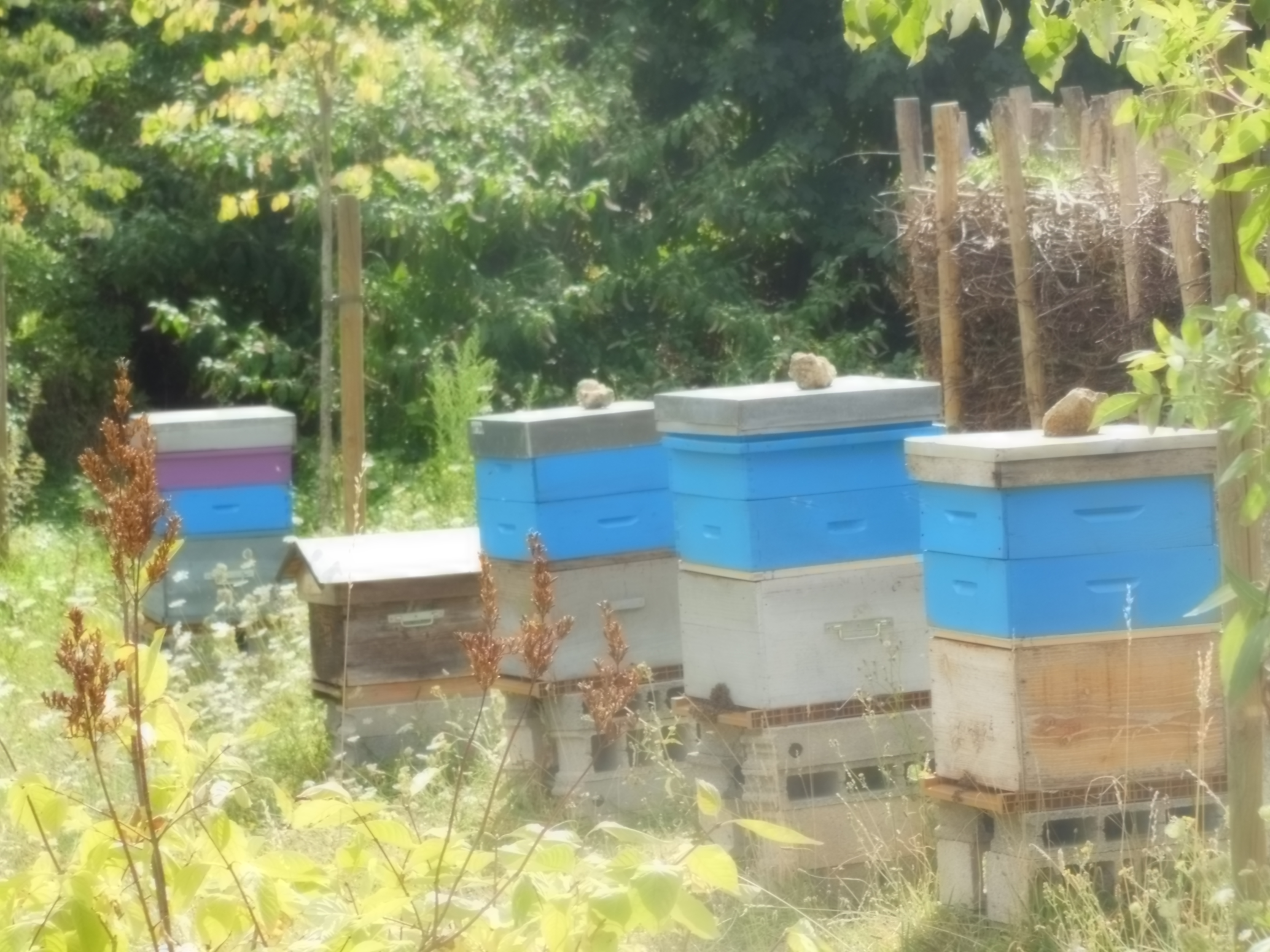
Ruches de la « Maison de l'apiculture ».
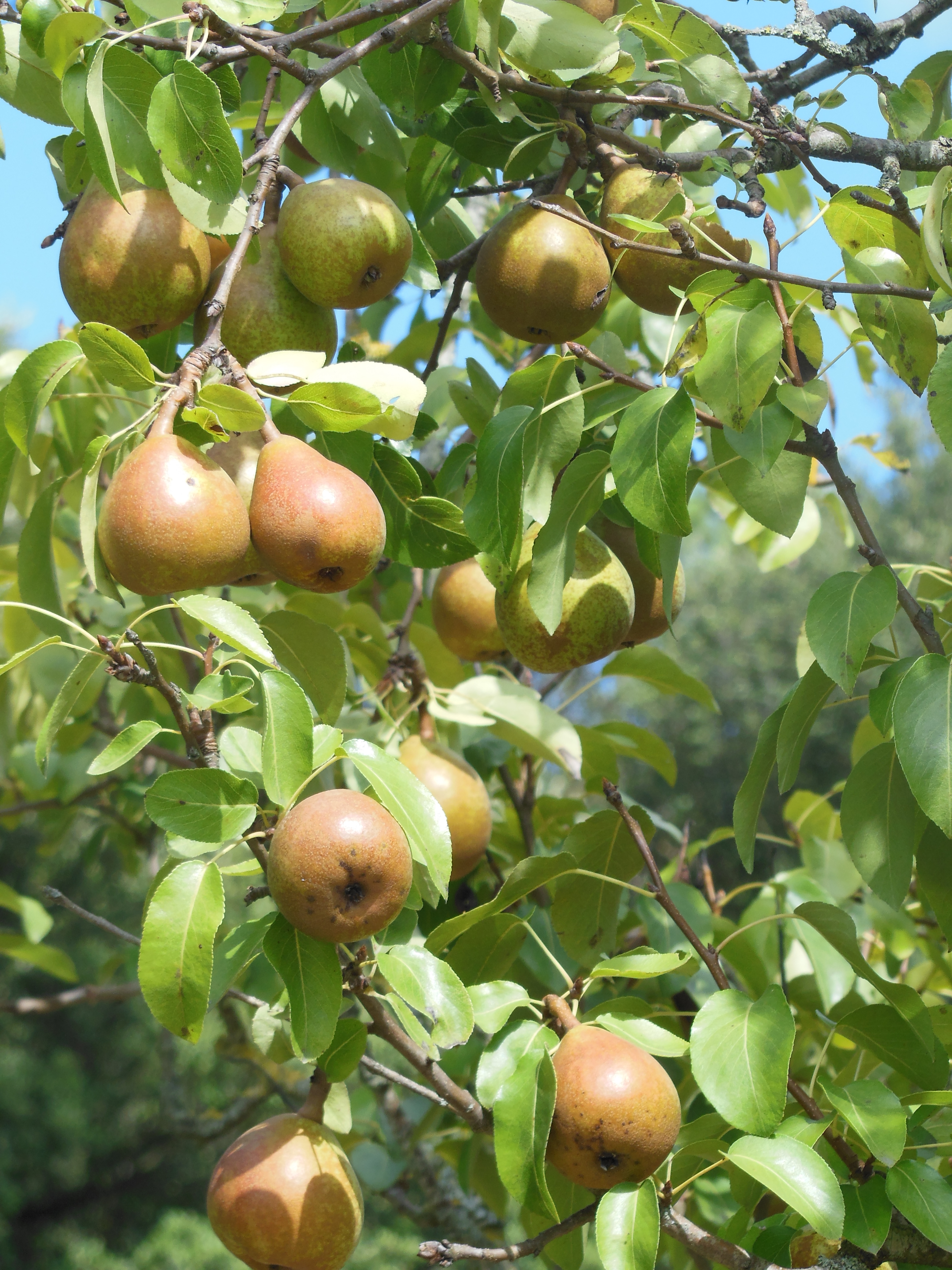
Branche d'un poirier du verger.

Parmi elles, la technique du fagotage est utilisée pour les clôtures séparant les différentes parcelles du parc. Elle permet le réemploi de matériaux issus en partie du site. Les fagots, en bois de platanes et de tilleuls, constituent un excellent support pour implanter des églantiers, clématites et rosiers paysagers. Des moutons Belle-Île, en provenance de la ferme de l'Éveil de la Chantrerie, ont été introduits dans le parc pour entretenir les espaces verts. Plus écologiques que des tondeuses à gazon, ils favorisent le développement d'une flore et d'une faune diversifiées.

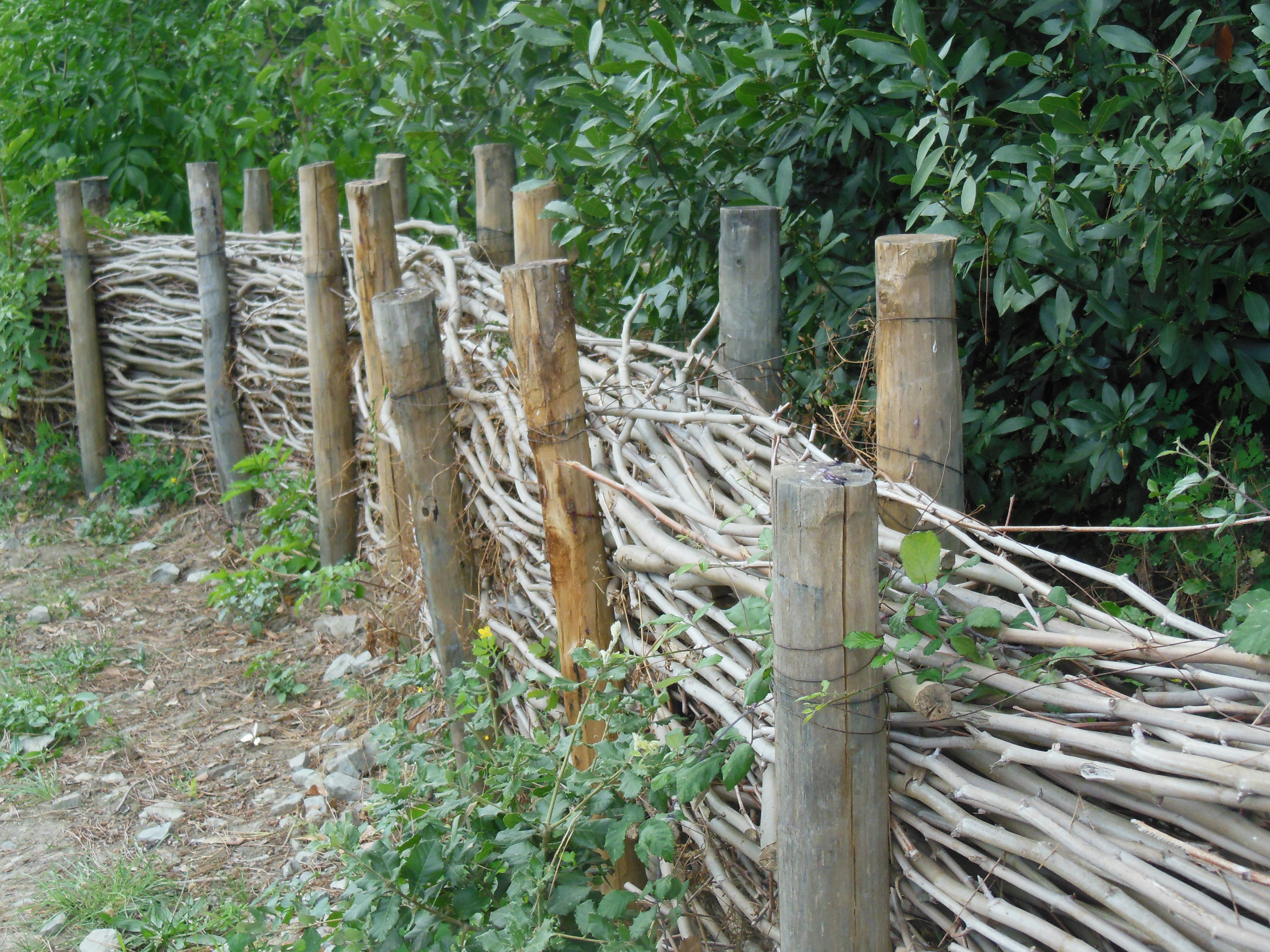
Clôture utilisant la technique du fagotage.
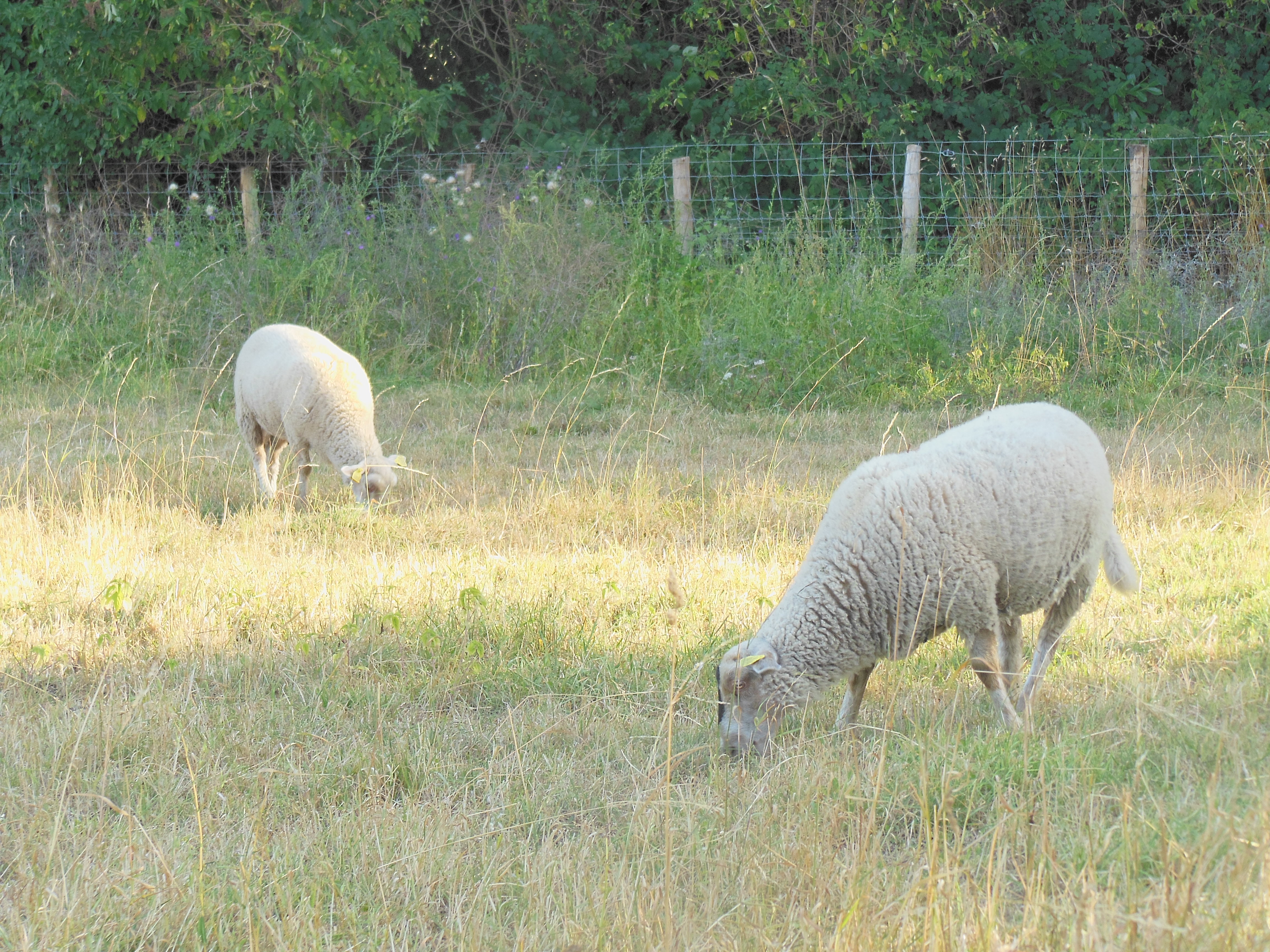
Moutons Belle-Île au parc des Oblates.

Le parc offre une vue sur la Loire, notamment sur sa rive opposée, en l’occurrence  la commune de Rezé avec l'église Saint-Pierre, la Cité radieuse et Trentemoult. Il s'inscrit dans un parcours de la biodiversité allant de l'Ouest à l'Est de la ville. Des projets de mise en valeur du site et du patrimoine sont mis en place afin d'obtenir le label Ecojardin. Cette distinction vise à encourager l'adoption de pratiques respectueuses de l'environnement, valorise le travail des jardiniers et sensibilise les usagers aux questions liées à l'environnement durable.

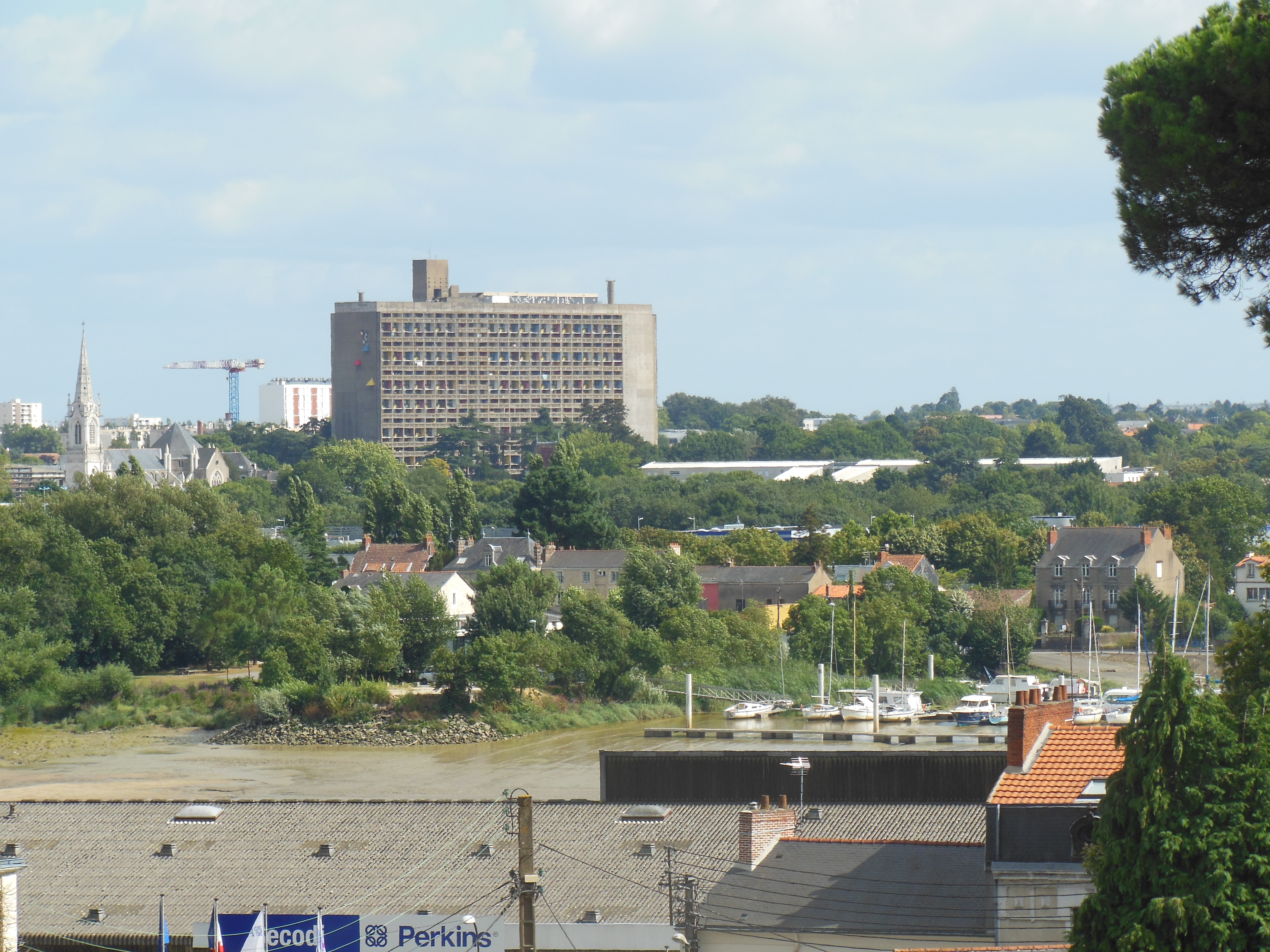
Vue du parc sur la Loire, la Cité radieuse et Trentemoult.
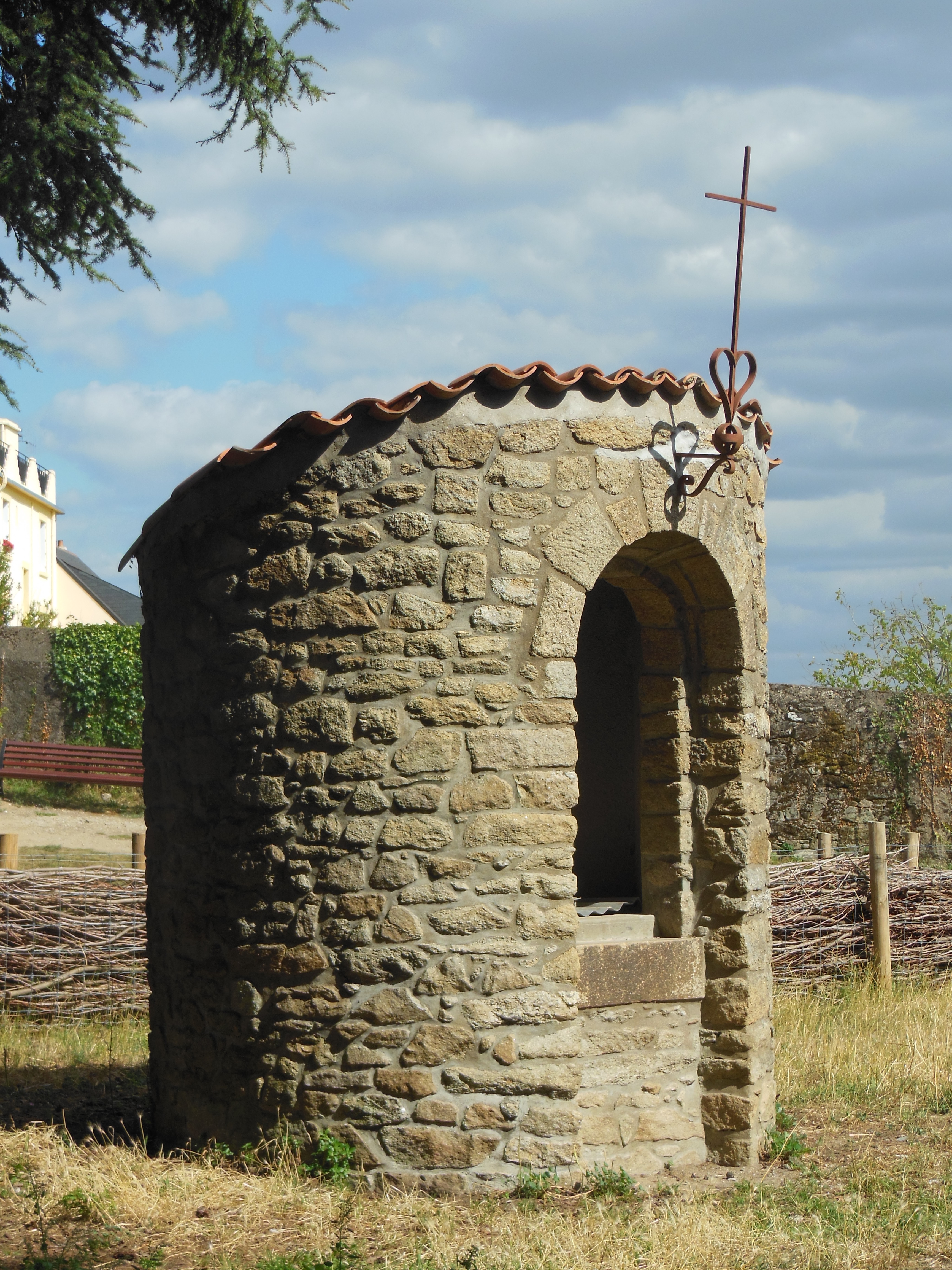
Ancien puits du parc.

Une aire de jeu pour enfants a été aménagée à l'automne 2013.